# Abdij van Valcroissant

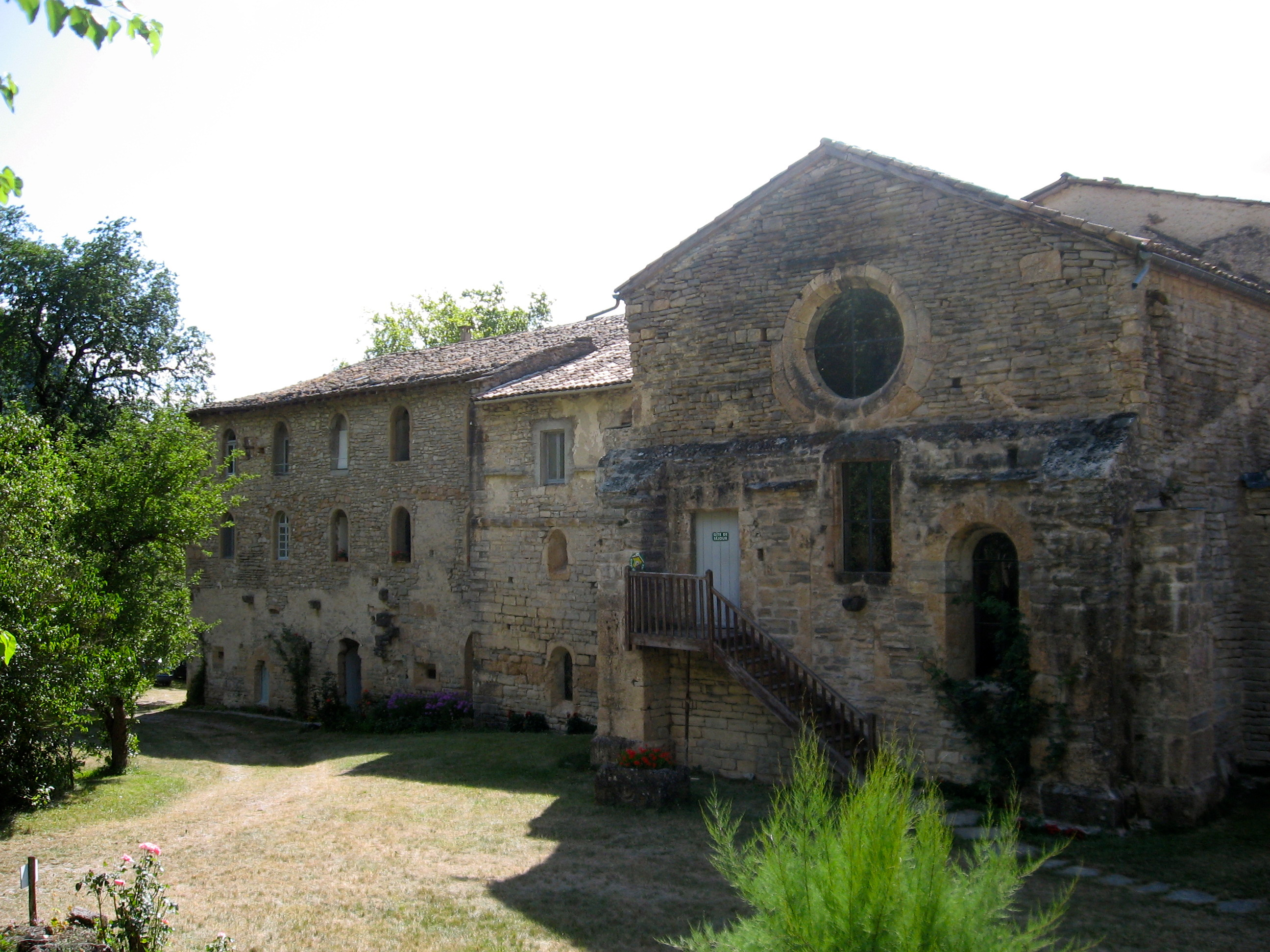
Façade van de abdij

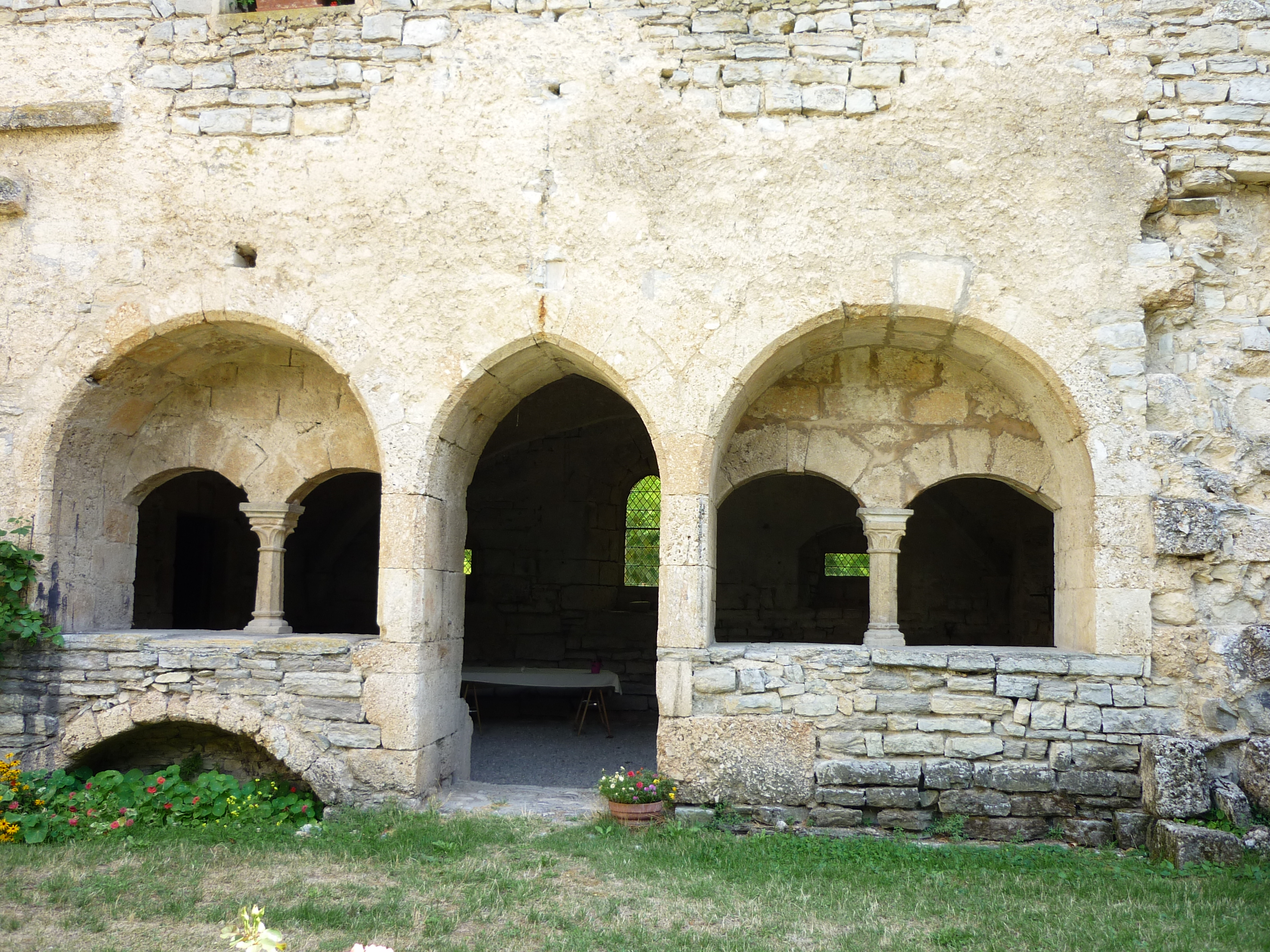
Kapittelzaal

De Abdij van Valcroissant (Vallis Crescens) is een voormalige cisterciënzer abdij in de gemeente Die in het departement Drôme in de regio Auvergne-Rhône-Alpes in Frankrijk. De abdij lag vijf kilometer ten oosten van de stad Die waar de bergen van de Glandasse het dal afsluiten.

## Geschiedenis
De abdij ontstond in 1188 als dochterklooster van de Abdij van Bonnevaux. In 1400 werd de abdij samengevoegd met de Abdij van Bonlieu. In 1551 woonde er vijf monniken in het klooster. De abdij bezat het goede van Paulus in de religieuze gemeenschap van Luc-en-Diois. In het midden van de vijftiende eeuw viel de abdij in de handen van een commanderij. In 1568 werden de monniken door de protestanten uit het klooster verdreven en het klooster werd tot de opheffing als gevolg van de Franse Revolutie in 1791 niet meer bezet, waarna de economische waarde van het gebied achteruitging. Na de revolutie werd de abdij verkocht en de gebouwen bleven behouden. De kloostergang is helaas volledig gesloopt. De abdij is als landschappelijk bedrijf, namelijk schaapskooi met mogelijkheid om in de herberg te overnachten, geclassificeerd als monument historique

## Gebouwen
De oostelijke wand is geplamuurd maar er stonden geen figuren op. Tegenwoordig is de profane kerk in een vorm van een Latijns kruis. In de driebeukige kerk met drie traveeën. Het transept en een rechthoekig koor heeft een Oeil de boeuf met twee tegenover elkaar  staande rechthoekige zijkapellen. De kerk staat aan de zuidzijde van het complex. Het convent is groter dan de abdijkerk, wat normaal gesproken het grootste gebouw is. De oostelijke vleugel  is opvallend genoeg niet voorzien van plamuursel. De kapittelzaal is voorzien van spitsbogen en heeft een doorgang naar de voormalige kloostergang waar twee aan elkaar geplaatste ramen met diepe arcaden naast de kloostergang. Boven de kapittelzaal bevinden zich twee geplamuurde muren. In de zuidelijke vleugel bevindt zich een met drie bogen ondersteunde spitsvormig tongewelf van het refectorium met een groot twaalfbladerig roosvenster en twee lancetvormige. De westvleugel van de kerk is ook behouden waarmee de gehele kerk nog in oorspronkelijke staat bestaat.